# اچ‌ان‌ال‌ام‌اس تیگرهای (پی۳۳۶)
اچ‌ان‌ال‌ام‌اس تیگرهای (پی۳۳۶) (به انگلیسی: HNLMS Tijgerhaai (P336)) یک زیردریایی بود که طول آن ۲۷۶ فوت ۶ اینچ (۸۴٫۲۸ متر) بود. این زیردریایی در سال ۱۹۴۴ ساخته شد.